# Roman Týce
Roman Týce (* 7. května 1977 Roudnice nad Labem, Československo) je bývalý český fotbalový obránce a reprezentant. Mimo ČR hrál v Německu.
Roman Týce žije v Oberhachingu, městečku nedaleko Mnichova. Jeho dcera Katerina Týcová je německá reprezentantka ve squashi.

## Klubová kariéra
Profesionální kariéru začal v roce 1990 Týce v pražské Spartě, kde působil dalších šest let. Následující dva roky působil v Liberci. V roce 1998 přestoupil do německého klubu TSV Mnichov 1860, ve kterém hrál devět let. Od roku 2007 působil Roman Týce v třetiligovém týmu SpVgg Unterhaching.

## Reprezentační kariéra
V letech 1996 až 2000 hrál Týce v české reprezentaci do 21 let.
S českým týmem do 23 let se zúčastnil Letních olympijských her 2000 v Austrálii, kde české mužstvo obsadilo se 2 body za dvě remízy poslední čtvrté místo v základní skupině C.

### B-mužstvo
V roce 1998 odehrál tři utkání za český reprezentační B-výběr na turnaji v čínské Šanghaji. Postupně hrál proti TSV 1860 München (výhra 1:0), Ramplas Juniors (prohra 1:2) a FC Šanghaj (výhra 3:0).

### A-mužstvo
V letech 1999 až 2005 působil v A-mužstvu české reprezentace, ve které odehrál 25 zápasů (15 výher, 5 remíz, 5 proher) a vstřelil jeden gól (v kvalifikačním utkání proti Dánsku 2. června 2001).
Roman Týce se zúčastnil ME 2004 v Portugalsku, kde nastoupil 23. června 2004 k jedinému utkání proti Německu. Byl to poslední zápas základní skupiny D, trenér Karel Brückner mohl nasadit hráče, kteří doposud nehráli, neboť ČR měla jistý postup do čtvrtfinále již před tímto utkáním (v prvním zápase zdolala Lotyšsko 2:1 a ve druhém otočila vývoj utkání z 0:2 na 3:2 proti Nizozemsku). Český tým zvítězil nad Německem 2:1, které se tímto výsledkem s turnajem rozloučilo, Roman Týce odehrál celý zápas a ve 48. minutě byl potrestán a zchlazen žlutou kartou.

### Reprezentační góly
Gól Romana Týce za reprezentační A-mužstvo České republiky
| Gól | Datum      | Stadion       | Soupeř | Skóre (min.) | Výsledek | Soutěž                 |
| --- | ---------- | ------------- | ------ | ------------ | -------- | ---------------------- |
| 010 | 2. 6. 2001 | Kodaň, Dánsko | Dánsko | 01:1 0(41.)  | 2:1      | kvalifikace na MS 2002 |

Zápasy Romana Týceho v A-mužstvu české reprezentace 
| Rok    | Zápasy | Góly |
| ------ | ------ | ---- |
| 1999   | 1      | 0    |
| 2000   | 3      | 0    |
| 2001   | 8      | 1    |
| 2003   | 4      | 0    |
| 2004   | 8      | 0    |
| 2005   | 1      | 0    |
| Celkem | 25     | 1    |